# Идальго де Сиснерос, Бальтасар
Бальтасар Идальго де Сиснерос де ла Торре (исп. Baltasar Hidalgo de Cisneros de la Torre; 6 января 1758, Картахена — 9 июня 1829) — испанский военно-морской офицер, вице-король Рио-де-ла-Платы.

## Биография
Родился в 1756 году в Картахене, его родителями были Франсиско Идальго де Сиснерос-и-Сейхас (лейтенант испанского Королевского флота) и Мануэла де ла Торре-и-Галиндо де Эспиноса. В 1770 году пошёл на флот, плавал у берегов Африки и Америки, принимал участие в военных действиях против Алжира. В 1795 году стал командиром корабля «Сан-Пабло» и в этом качестве принимал участие в англо-испанской войне. В 1803 году был поставлен во главе Картахенского арсенала. В 1805 году участвовал в Трафальгарской битве в качестве командира корабля «Сантисима-Тринидад», из-за полученной в бою контузии до конца жизни был частично глухим. В 1808 году сражался против вторжения в Испанию Наполеона.
В 1809 году был назначен на должность вице-короля Рио-де-ла-Платы. В июне он прибыл в Монтевидео, имея инструкции распустить хунту Монтевидео, освободить заговорщиков (которые 1 января 1809 года попытались поднять мятеж против вице-короля Линьерса) и направить Линьерса в Испанию. Сиснеросу удалось взять власть в Монтевидео и разогнать местную хунту, но въезжать в Буэнос-Айрес он не спешил. 26 июня в Колонии состоялась встреча двух вице-королей. 30 июня Сиснерос въехал в столицу вице-королевства, где Линьерс продолжал быть популярен. В этой ситуации было невозможно ни освободить мятежников, ни отправить Линьерса в метрополию, и Линьерс уехал в Кордову.
В мае 1810 года Южной Америки достигли известия о падении Севильской хунты. 10 мая 1810 года в результате Майской революции Сиснерос был смещён со своего поста. Будучи бессилен что-либо предпринять, он написал о происходящем в Кордову бывшему вице-королю Линьерсу, доверив ему все дела. Сам он формально стал обычным жителем Буэнос-Айреса. Через некоторое время спустя правящая хунта выслала его на Канарские острова под предлогом того, что его жизнь подвергается опасности.
В Испании он предстал перед судом, однако к его деятельности в качестве вице-короля не нашлось никаких претензий, и он был оправдан, став генерал-капитаном Кадиса. После восстания в Испании был заключён в тюрьму, после возвращения к власти короля Фердинанда освобождён и в 1823 году назначен генерал-капитаном Картахены.